# Estatísticas do Estádio Nacional de Brasília

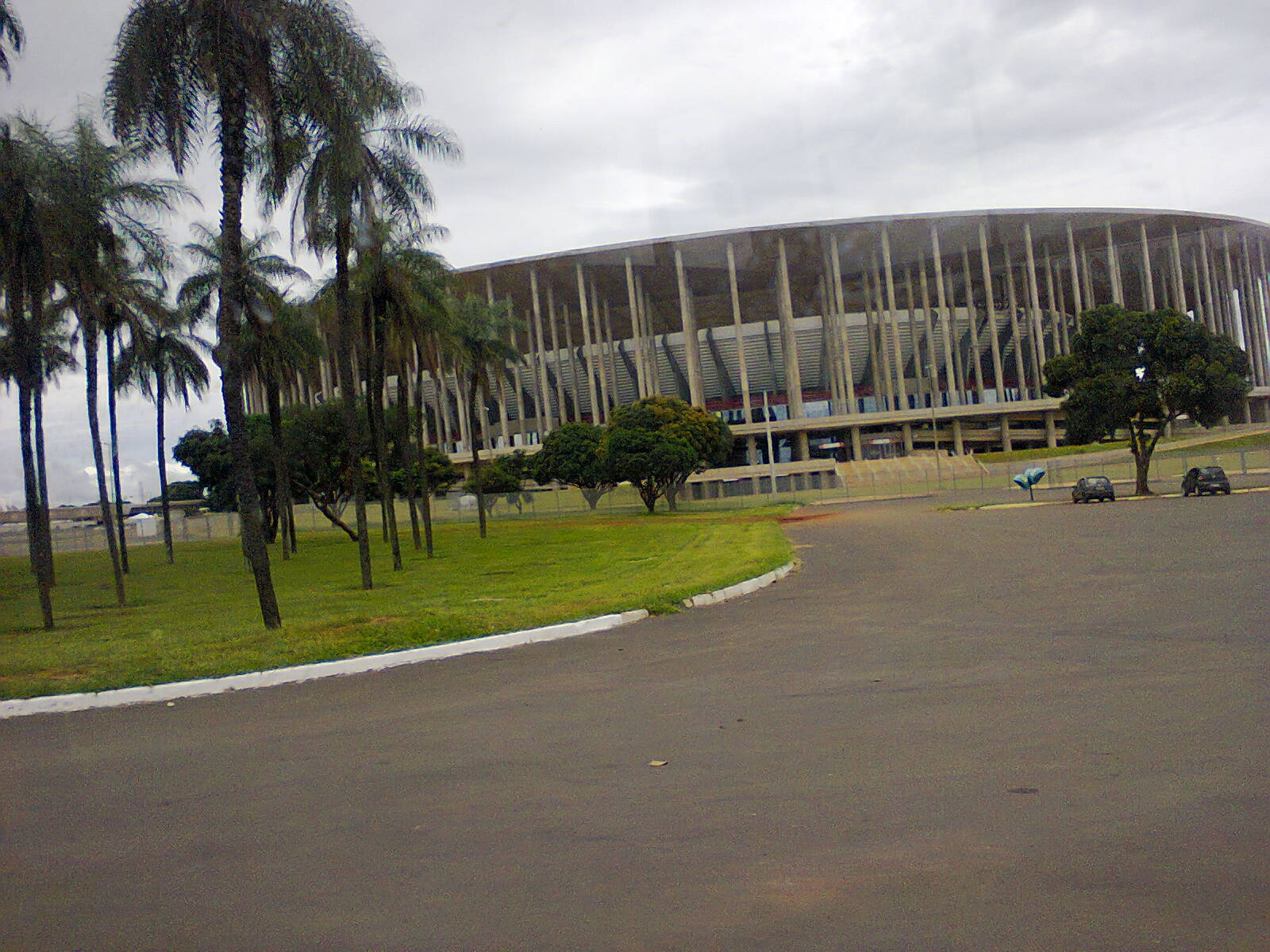
Estádio Nacional de Brasília (2014)

Estádio Nacional de Brasília "Mané Garrincha", também conhecido como "Mané Garrincha", é um estádio de futebol e arena multiuso brasileiro, situado na cidade de Brasília, no Distrito Federal. Foi inaugurado em 10 de março de 1974, e tinha a capacidade para acomodar 45.200 pessoas.
Para receber a Copa do Mundo FIFA de 2014 passou por uma ampla reforma entre os anos de 2010 a 2013. Foi reinaugurado em 18 de maio de 2013 e passou a ter a capacidade para acomodar um público de 72.788 pessoas.
Neste artigo estão relacionados os principais eventos realizados no Estádio Nacional de Brasília.

## Principais eventos esportivos

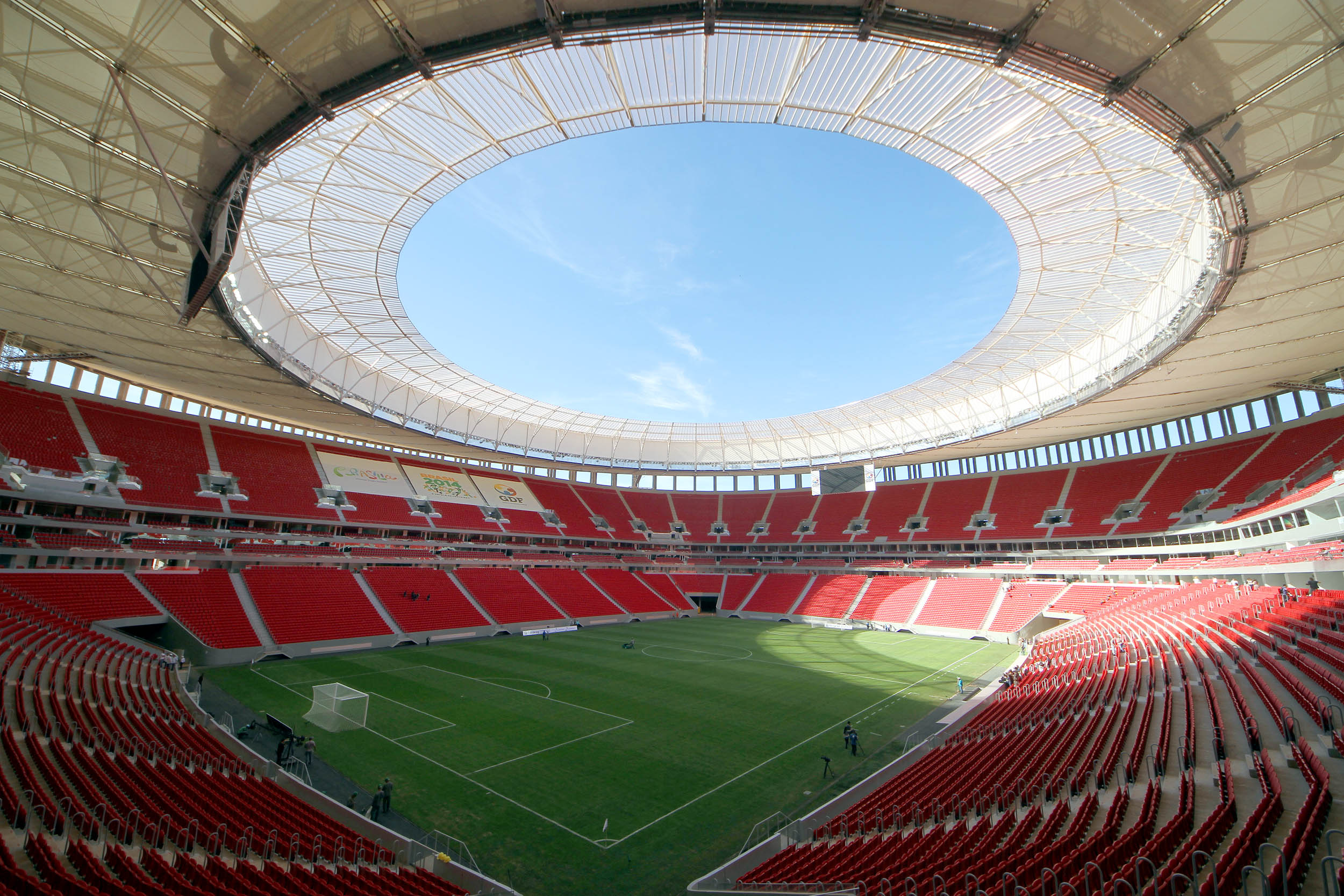
Interior do Estádio Nacional de Brasília Mané Garrincha

### Copa das Confederações da FIFA Brasil 2013
O estádio sediou, no dia 15 de junho de 2013, a abertura e o primeiro jogo do evento.
| Data        | Horário (UTC−3) | Equipe #1 | Placar | Equipe #2 | Grupo   | Público |
| ----------- | --------------- | --------- | ------ | --------- | ------- | ------- |
| 15 de junho | 16:00           | Brasil    | 3–0    | Japão     | Grupo A | 67 423  |

### Copa do Mundo da FIFA Brasil 2014
O estádio foi palco de sete jogos, colocando Brasília como a cidade-sede com o maior número de jogos, ao lado do Rio de Janeiro. Entre estes jogos, foram quatro da fase de grupos, incluindo um da Seleção Brasileira; um das oitavas de final; um das quartas de final; e a disputa do terceiro lugar.

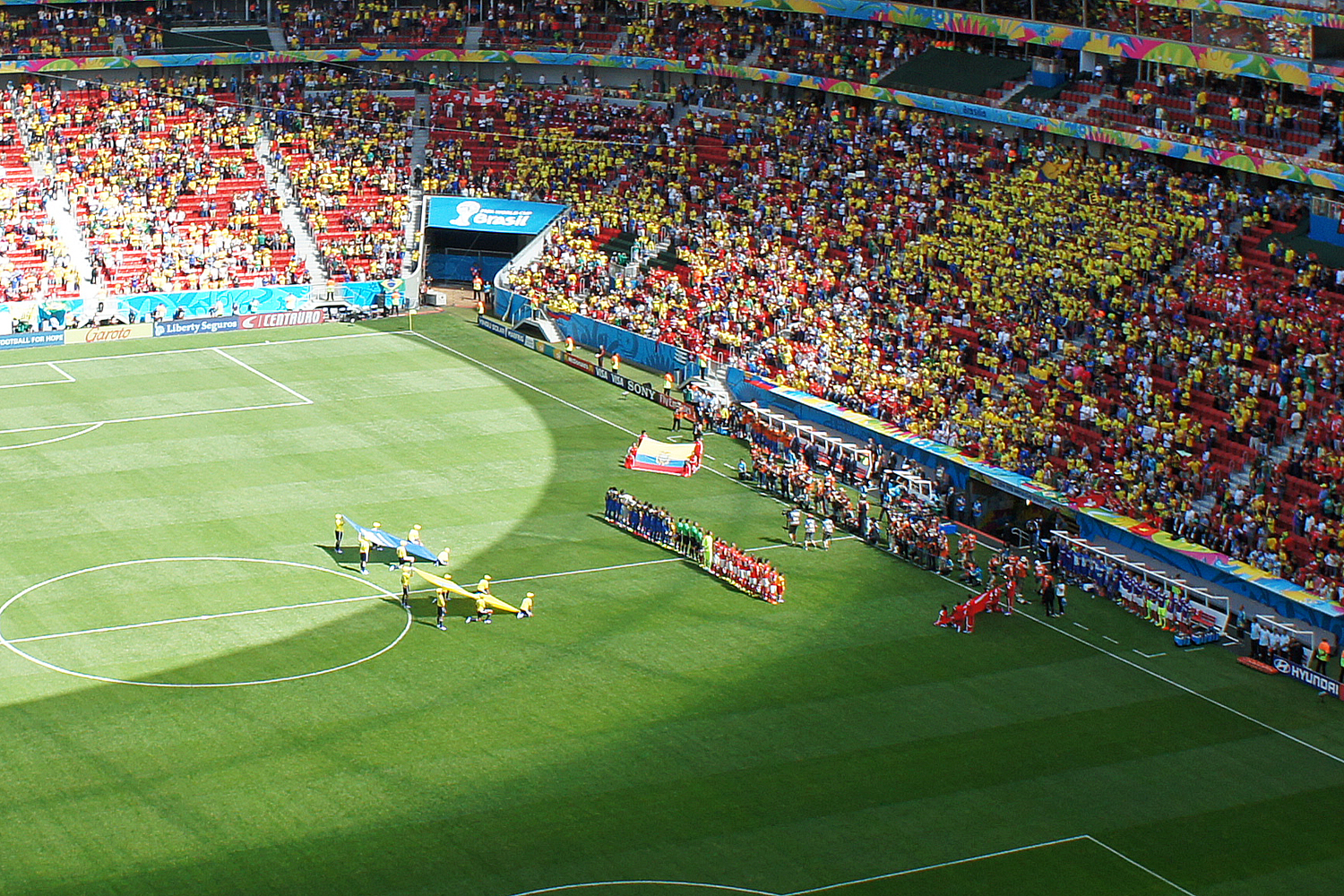
Primeiro jogo no Mané Garrincha da Copa do Mundo FIFA de 2014, Suíça vs. Equador.

| Data        | Horário (UTC−3) | Equipe #1 | Placar | Equipe #2       | Fase             | Público |
| ----------- | --------------- | --------- | ------ | --------------- | ---------------- | ------- |
| 15 de junho | 13:00           | Suíça     | 2–1    | Equador         | Grupo E          | 68 351  |
| 19 de junho | 13:00           | Colômbia  | 2–1    | Costa do Marfim | Grupo C          | 68 748  |
| 23 de junho | 17:00           | Camarões  | 1–4    | Brasil          | Grupo A          | 69 112  |
| 26 de junho | 13:00           | Portugal  | 2–1    | Gana            | Grupo G          | 67 540  |
| 30 de junho | 13:00           | França    | 2–0    | Nigéria         | Oitavas-de-final | 67 882  |
| 5 de julho  | 13:00           | Argentina | 1–0    | Bélgica         | Quartas-de-final | 68 551  |
| 12 de julho | 17:00           | Brasil    | 0–3    | Países Baixos   | 3º lugar         | 68 034  |

### Desafio Internacional de Futsal
A Confederação Brasileira de Futsal (CBFS) realizou no dia 7 de setembro de 2014 um amistoso internacional contra a Argentina. O jogo teve a quadra de futsal sendo montada no meio do gramado da arena.
| Data          | Horário (UTC−3) | Equipe #1 | Placar | Equipe #2 | Público |
| ------------- | --------------- | --------- | ------ | --------- | ------- |
| 7 de setembro | 11:00           | Brasil    | 4–1    | Argentina | 56 483  |

### Jogos Olímpicos de 2016

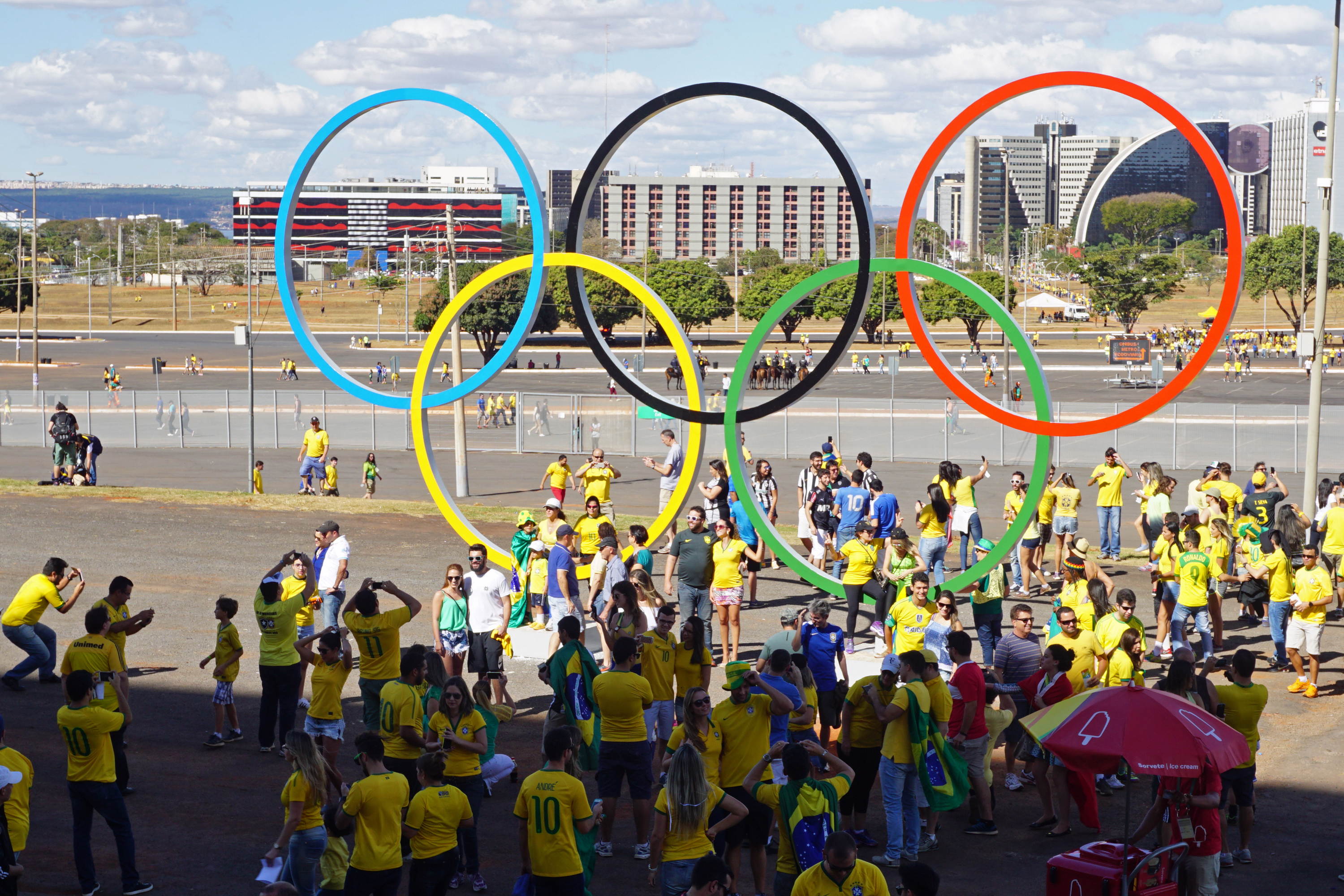
Os anéis olímpicos foram colocados na parte exterior do estádio

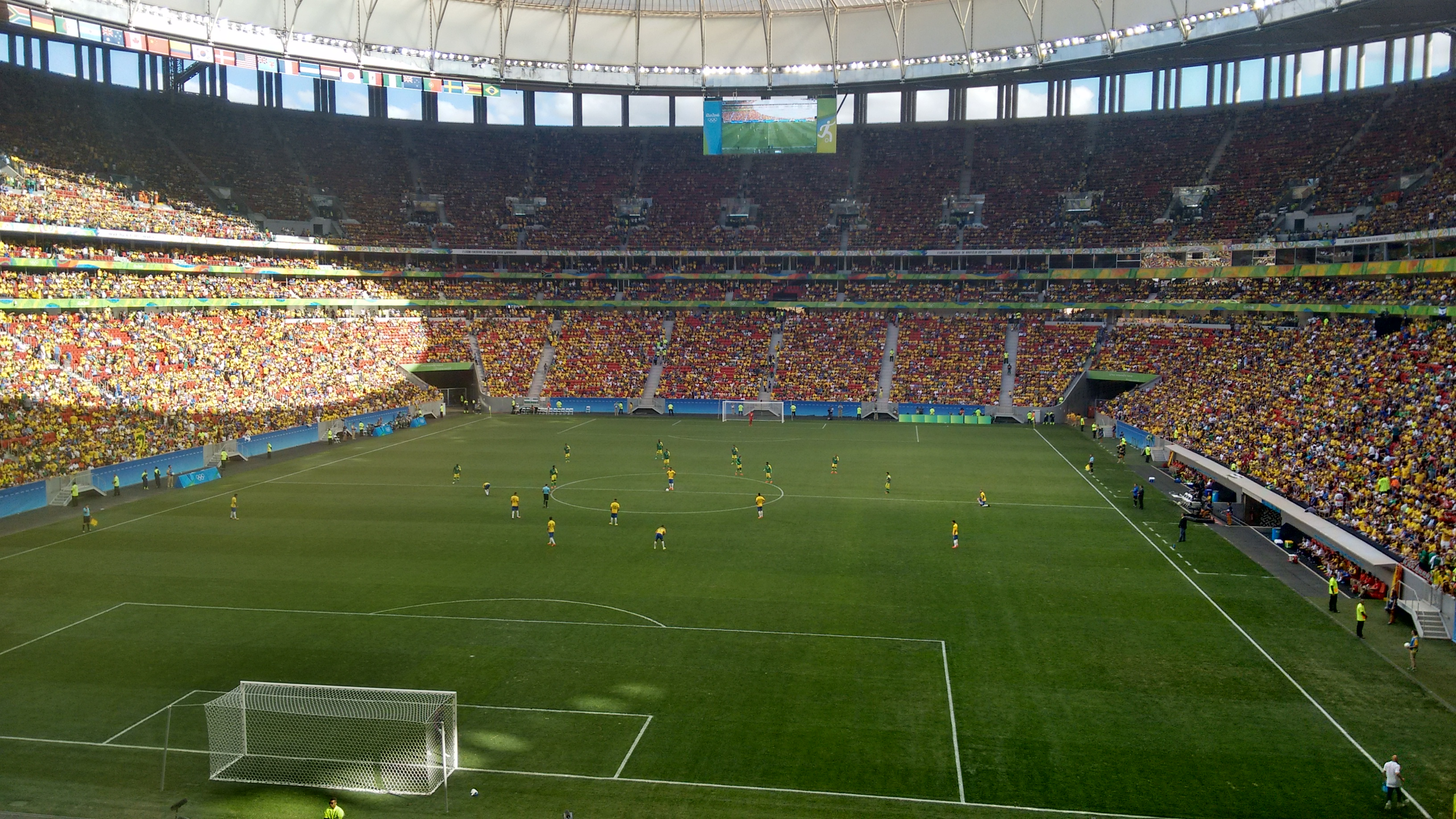
Brasil e África do Sul jogaram pelo torneio masculino.

Além da Copa do Mundo de 2014, o Estádio Nacional de Brasília sediou dez partidas do torneio de futebol dos Jogos Olímpicos de 2016, entre 4 e 13 de agosto de 2016. Apesar de a cidade-sede do evento ter sido o Rio de Janeiro, partidas do futebol foram realizadas em outras cinco cidades, dentre elas, Brasília, aproveitando os investimentos da Copa do Mundo.
| Data         | Horário (UTC−3) | Equipe #1      | Placar      | Equipe #2     | Fase                         | Público |
| ------------ | --------------- | -------------- | ----------- | ------------- | ---------------------------- | ------- |
| 4 de agosto  | 13:00           | Iraque         | 0–0         | Dinamarca     | Grupo A (masculino)          | 18 000  |
| 4 de agosto  | 16:00           | Brasil         | 0–0         | África do Sul | Grupo A (masculino)          | 69 389  |
| 7 de agosto  | 19:00           | Dinamarca      | 1–0         | África do Sul | Grupo A (masculino)          | 32 314  |
| 7 de agosto  | 22:00           | Brasil         | 0–0         | Iraque        | Grupo A (masculino)          | 65 829  |
| 9 de agosto  | 16:00           | Alemanha       | 1–2         | Canadá        | Grupo F (feminino)           | 8 227   |
| 9 de agosto  | 22:00           | China          | 0–0         | Suécia        | Grupo E (feminino)           | 7 648   |
| 10 de agosto | 13:00           | Argentina      | 1–1         | Honduras      | Grupo D (masculino)          | 16 029  |
| 10 de agosto | 16:00           | Coreia do Sul  | 1–0         | México        | Grupo C (masculino)          | 19 332  |
| 12 de agosto | 13:00           | Estados Unidos | 1–1 (3–4 p) | Suécia        | Quartas de final (feminino)  | 13 892  |
| 13 de agosto | 13:00           | Portugal       | 0–4         | Alemanha      | Quartas de final (masculino) | 55 412  |

### Copa América de 2021
Com as desistências de Colômbia (por conflitos sociais) e Argentina (pela pandemia de COVID-19) em sediarem a Copa América, a Conmebol transferiu o torneio para o Brasil a menos de 15 dias de seu início.  O Estádio Nacional de Brasília foi escolhido para sediar o maior número de partidas, com oito jogos no total. O Mané Garrincha acolheu inclusive a abertura da competição. Todas as partidas do Copa América foram realizadas sem público.
| Data        | Horário (UTC−3) | Equipe #1 | Placar      | Equipe #2 | Fase             | Público |
| ----------- | --------------- | --------- | ----------- | --------- | ---------------- | ------- |
| 13 de junho | 18:00           | Brasil    | 3–0         | Venezuela | Grupo B          | 0       |
| 18 de junho | 21:00           | Argentina | 1–0         | Uruguai   | Grupo A          | 0       |
| 21 de junho | 21:00           | Argentina | 1–0         | Paraguai  | Grupo A          | 0       |
| 24 de junho | 21:00           | Chile     | 0–2         | Paraguai  | Grupo A          | 0       |
| 27 de junho | 18:00           | Venezuela | 0–1         | Peru      | Grupo B          | 0       |
| 3 de julho  | 19:00           | Uruguai   | 0–0 (2–4 p) | Colômbia  | Quartas de final | 0       |
| 6 de julho  | 22:00           | Argentina | 1–1 (3–2 p) | Colômbia  | Semifinal        | 0       |
| 9 de julho  | 21:00           | Colômbia  | 3–2         | Peru      | 3º lugar         | 0       |

## Maiores Públicos

### Em jogos após a reconstrução
Acima de 50 mil pessoas
| Nº | Público | Mandante      | Placar | Visitante       | Data                   | Competição                                         | Ref.    |
| -- | ------- | ------------- | ------ | --------------- | ---------------------- | -------------------------------------------------- | ------- |
| 1  | 69.389  | Brasil        | 0–0    | África do Sul   | 4 de agosto de 2016    | Jogos Olímpicos de 2016                            | [ 109 ] |
| 2  | 69.112  | Camarões      | 1–4    | Brasil          | 23 de junho de 2014    | Copa do Mundo FIFA de 2014                         | [ 242 ] |
| 3  | 68.748  | Colômbia      | 2–1    | Costa do Marfim | 19 de junho de 2014    | Copa do Mundo FIFA de 2014                         | [ 243 ] |
| 4  | 68.551  | Argentina     | 1–0    | Bélgica         | 5 de julho de 2014     | Copa do Mundo FIFA de 2014                         | [ 59 ]  |
| 5  | 68.351  | Suíça         | 2–1    | Equador         | 15 de junho de 2014    | Copa do Mundo FIFA de 2014                         | [ 54 ]  |
| 6  | 68.034  | Brasil        | 0–3    | Países Baixos   | 12 de julho de 2014    | Copa do Mundo FIFA de 2014                         | [ 60 ]  |
| 7  | 67.882  | França        | 2–0    | Nigéria         | 30 de junho de 2014    | Copa do Mundo FIFA de 2014                         | [ 58 ]  |
| 8  | 67.540  | Portugal      | 2–1    | Gana            | 26 de junho de 2014    | Copa do Mundo FIFA de 2014                         | [ 57 ]  |
| 9  | 67.423  | Brasil        | 3–0    | Japão           | 15 de junho de 2013    | Copa das Confederações FIFA de 2013                | [ 31 ]  |
| 10 | 67.422  | Palmeiras     | 4–3    | Flamengo        | 28 de janeiro de 2023  | Supercopa do Brasil de 2023                        | [ 244 ] |
| 11 | 67.011  | Flamengo      | 0–2    | Coritiba        | 17 de setembro de 2015 | Campeonato Brasileiro de Futebol de 2015 - Série A | [ 245 ] |
| 12 | 65.829  | Brasil        | 0–0    | Iraque          | 7 de agosto de 2016    | Jogos Olímpicos de 2016                            | [ 111 ] |
| 13 | 65.418  | Vasco da Gama | 1–4    | Flamengo        | 17 de agosto de 2019   | Campeonato Brasileiro de Futebol de 2019 - Série A | [ 246 ] |
| 14 | 64.848  | Vasco da Gama | 0–1    | Palmeiras       | 22 de setembro de 2024 | Campeonato Brasileiro de Futebol de 2024 - Série A | [ 247 ] |
| 15 | 63.501  | Santos        | 0–0    | Flamengo        | 26 de maio de 2013     | Campeonato Brasileiro de Futebol de 2013 - Série A | [ 30 ]  |
| 16 | 61.767  | Vasco da Gama | 0–1    | Flamengo        | 14 de julho de 2013    | Campeonato Brasileiro de Futebol de 2013 - Série A | [ 248 ] |
| 17 | 60.127  | Flamengo      | 2–1    | Criciúma        | 20 de julho de 2024    | Campeonato Brasileiro de Futebol de 2024 - Série A | [ 249 ] |
| 18 | 60.000  | Fluminense    | 0–2    | Flamengo        | 7 de junho de 2018     | Campeonato Brasileiro de Futebol de 2018 - Série A | [ 149 ] |
| 19 | 55.412  | Portugal      | 0–4    | Alemanha        | 13 de agosto de 2016   | Jogos Olímpicos de 2016                            | [ 117 ] |
| 20 | 54.665  | Flamengo      | 1–2    | Palmeiras       | 5 de junho de 2016     | Campeonato Brasileiro de Futebol de 2016 - Série A | [ 104 ] |
| 21 | 54.288  | Vasco da Gama | 1–1    | Flamengo        | 15 de setembro de 2018 | Campeonato Brasileiro de Futebol de 2018 - Série A | [ 151 ] |
| 22 | 52.825  | Flamengo      | 2–2    | Coritiba        | 6 de julho de 2013     | Campeonato Brasileiro de Futebol de 2013 - Série A | [ 250 ] |
| 23 | 51.701  | Brasília      | 2–1    | Paysandu        | 21 de abril de 2014    | Copa Verde de Futebol de 2014                      | [ 45 ]  |

### Em jogos no antigo Mané Garrincha

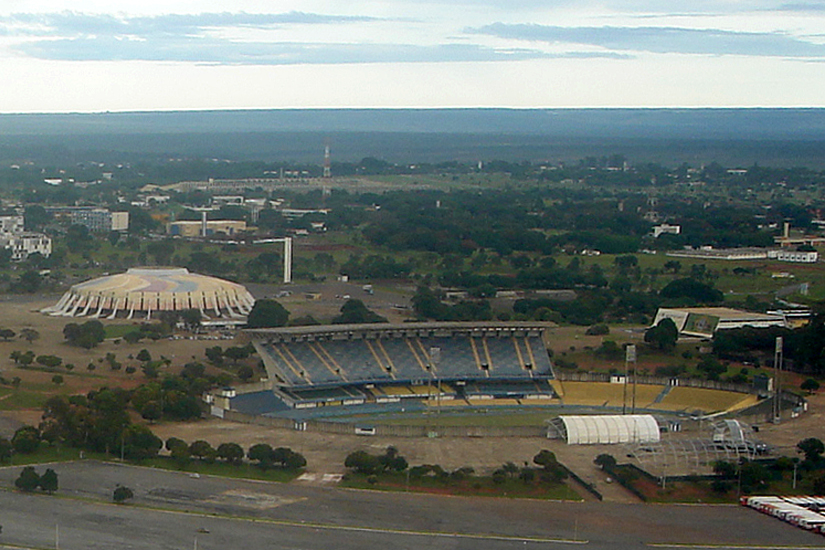
Estádio em 2006, antes de sua demolição e posterior reconstrução

Acima de 40 mil pessoas
| Nº | Público | Mandante | Placar | Visitante | Data                   | Competição                                         | Ref.                |
| -- | ------- | -------- | ------ | --------- | ---------------------- | -------------------------------------------------- | ------------------- |
| 1  | 51.000  | Gama     | 3–0    | Londrina  | 20 de dezembro de 1998 | Campeonato Brasileiro de Futebol de 1998 - Série B | [carece de fontes?] |
| 2  | 47.531  | Brasília | 0–2    | Flamengo  | 2 de fevereiro de 1984 | Campeonato Brasileiro de Futebol de 1984 - Série A | [carece de fontes?] |
| 3  | 43.287  | Gama     | 2–4    | Flamengo  | 3 de setembro de 2000  | Campeonato Brasileiro de Futebol de 2000           | [carece de fontes?] |
| 4  | 41.373  | CEUB     | 0–1    | Flamengo  | 17 de setembro de 1975 | Campeonato Brasileiro de Futebol de 1975           | [carece de fontes?] |

### Outras modalidades
| Nº | Público | Mandante    | Placar | Visitante           | Data                    | Modalidade        | Competição                                      | Ref.            |
| -- | ------- | ----------- | ------ | ------------------- | ----------------------- | ----------------- | ----------------------------------------------- | --------------- |
| 1  | 56.483  | Brasil      | 4–1    | Argentina           | 7 de setembro de 2014   | Futsal            | Amistoso                                        | [ 251 ]         |
| 2  | 40.000  | Brasil      | 3–1    | Portugal            | 4 de setembro de 2016   | Vôlei             | Amistoso (Desafio de Ouro)                      | [ 252 ]         |
| 3  | 25.000  | Brasília V8 | 6–0    | Brasília Alligators | 28 de fevereiro de 2015 | Futebol Americano | Jogo-exibição (parte do evento Saiba Dizer Não) | [ 253 ] [ 254 ] |

## Apresentações musicais
Além de ser um palco desportivo, o Mané Garrincha também conta com a realização de concertos musicais. Antes da reforma do estádio, por não haver uma boa estrutura dentro do estádio para a realização de shows, a maioria dos eventos eram realizados no estacionamento do estádio. Com a reforma, os shows de grande porte são realizados na parte interna do estádios e os shows de menor apelo são realizado na parte externa do estádio.
O estádio ainda conta com festivais de música anuais ou esporádicos, como o Porão do Rock, Samba Brasília e o Villa Mix Festival.

### Realizadas na parte interna do estádio
| Data                       | Artista(s)                                   | Público | Turnê/Show                               | Notas | Ref.            |
| -------------------------- | -------------------------------------------- | ------- | ---------------------------------------- | --- | --------------- |
| Março de 1985              | Menudo                                       | –       | –                                        | Debaixo de chuva, os porto-riquenhos realizaram o primeiro show internacional na história do estádio Mané Garrincha. | [ 2 ]           |
| 28 de Novembro de 1987     | Capital Inicial Sting                        | –       | Nothing Like the Sun Tour 1987           | Com a abertura da banda local Capital Inicial, Brasília recebeu Sting, ex-vocalista do The Police, em sua primeira turnê em carreira solo no Brasil. | [ 255 ]         |
| 18 de junho de 1988        | Legião Urbana                                | 50 mil  | Que País É Este                          | Em uma apresentação tumultuada no estádio, ocorreram imprevistos, confrontos com o público e o lançamento de bombas caseiras, resultando em centenas de hospitalizações e protestos públicos. Após esse incidente, a banda brasiliense nunca mais se apresentou na cidade natal. | [ 256 ]         |
| 17 de Maio de 1991         | A-Ha                                         | –       | East of the Sun West of the Moon Tour    | Durante a apresentação da banda, inicialmente marcada pela clareza sonora e pela voz impecável de Morten Harket, ocorreu um declínio na qualidade vocal por volta da quinta música, atribuído a um resfriado. Apesar disso, a plateia compreensiva colaborou ao cantar junto até o fim do show. | [ 257 ] [ 258 ] |
| 1991                       | Information Society                          | –       | Hack Tour                                | | [ 259 ]         |
| 2 de março de 1996         | Mamonas Assassinas                           | 8 mil   | Mamonas Assassinas                       | O quinteto de Guarulhos realizou no estádio a última apresentação de sua carreira a 2 de março de 1996. Após o show, eles foram ao aeroporto e embarcaram no avião com prefixo PT-LSD, que se chocou contra a Serra da Cantareira às 23:16 do mesmo dia, matando todos os seus tripulantes, deixando o Brasil de luto por uma semana. | [ 260 ] [ 261 ] |
| 19 de março de 2005        | Lenny Kravitz                                | 25 mil  | Celebration Tour                         | O cantor e guitarrista norte-americano se apresentou no estádio em sua primeira turnê no Brasil. Kravitz estava na turnê do disco Baptism, lançado em 2004. | [ 262 ]         |
| 24 de setembro de 2006     | RBD                                          | 25 mil  | RBD Tour Brasil 2006 Tour Generación RBD | A banda RBD levou ao delírio os 25 mil adolescentes e crianças que foram assistir a seu show no estádio Mané Garrincha, e cantou para seus fãs durante quase três horas. | [ 263 ]         |
| 20 de março de 2009        | Iron Maiden                                  | 25 mil  | Somewhere Back in Time World Tour        | Desde que veio ao Brasil pela primeira vez, no primeiro Rock in Rio em janeiro de 1985, a banda inglesa de heavy metal nunca se apresentou na capital federal. Na turnê mundial Somewhere Back in Time, o grupo realizou o sonho dos fãs brasilienses em sua oitava turnê no Brasil. | [ 264 ]         |
| 29 de junho de 2013        | Vários                                       | 45 mil  | Renato Russo Sinfônico                   | O estádio sediou o show "Renato Russo Sinfônico", em homenagem ao cantor e líder da banda de rock Legião Urbana, morto em 1996. O evento teve um holograma do cantor na música "Há Tempos" e teve a participação de outros artistas como Lobão, Zélia Duncan, Luíza Possi, Zizi Possi, Sandra de Sá e Ivete Sangalo, entre outros. | [ 265 ]         |
| 17 de setembro de 2013     | Beyoncé                                      | 30 mil  | The Mrs. Carter Show World Tour          | Em uma noite chuvosa em Brasília, a cantora Beyoncé se apresentou para aproximadamente 30 mil pessoas durante cerca de duas horas. Encerrando o espetáculo com a música "Halo", ela descreveu a apresentação como "maluca" devido ao palco escorregadio e ao público que permaneceu sob chuva durante todo o evento. Essas condições desafiadoras, segundo ela, motivaram tanto ela quanto sua equipe a oferecerem o melhor show possível. | [ 266 ]         |
| 23 de outubro de 2013      | Whitesnake Aerosmith                         | 25 mil  | The Global Warming World Tour            | Com abertura da banda Whitesnake, o Aerosmith se apresentou no estádio Mané Garrincha para cerca de 25 mil pessoas, destacando-se pela apresentação de uma coleção de hits radiofônicos ao longo de duas horas e dez minutos. | [ 267 ]         |
| 23 de novembro de 2014     | Paul McCartney                               | 46 mil  | Out There! Tour                          | Durante toda a apresentação, que durou quase três horas horas, Paul interagiu com o público ao falar palavras em português. Logo no início, cumprimentou Brasília: "Oi, Brasília. Boa noite, brasilienses. Esta noite vou falar um pouco de português, mas mais inglês", disse Paul. E pouco tempo antes de cantar We can work it out, brincou: ;Isso aqui está bombando;. Antes de começar a tocar Here today, Paul lembrou de John Lennon: "Essa é para meu amigo John." | [ 268 ]         |
| 24 de abril de 2015        | KISS Steel Panther Raimundos                 | –       | KISS 40th Anniversary World Tour         | | [ 269 ]         |
| 10 de outubro de 2015      | Jorge e Mateus                               | 50 mil  | 10 Anos (Ao Vivo)                        | Reunindo grandes sucessos da carreira, Jorge & Mateus escreveram e protagonizaram mais um importante capítulo da música sertaneja com a gravação do DVD comemorativo aos dez anos da dupla. | [ 270 ]         |
| 17 de novembro de 2015     | Pearl Jam                                    | 30 mil  |                                          | | [ 271 ]         |
| 11 de outubro de 2016      | Matheus e Kauan Jorge e Mateus Ivete Sangalo | 80 mil  | Jorge & Mateus 11 Anos                   | A dupla sertaneja Jorge e Mateus comemorou seus 11 anos de carreira com show no Estádio Nacional Mané Garrincha. Para isso, convidaram os sertanejos Matheus & Kauan que aqueceram o público à espera do show principal. Já o encerramento ficou por conta da cantora baiana Ivete Sangalo. | [ 272 ]         |
| 20 de novembro de 2016     | Guns N' Roses                                | 30 mil  | Not in This Lifetime... Tour             | Show marcado por contar pela primeira vez com Axl Rose, Slash e Duff juntos em um palco em Brasília. Apesar de o vocalista já ter se apresentado com o grupo em outras duas oportunidades, foi a primeira vez que a Capital viu o trio original em ação. | [ 273 ]         |
| 24 de Outubro de 2023      | Roger Waters                                 | –       | This Is Not a Drill                      | Roger Waters, ex-Pink Floyd, deu início à sua turnê de despedida no Brasil, em Brasília. Emocionando o público com músicas marcantes, ele destacou seu ativismo político, defendendo os direitos humanos e criticando opositores em seu telão. | [ 274 ] [ 275 ] |
| 7 de Novembro de 2023      | Red Hot Chili Peppers                        | 65 mil  | Unlimited Love                           | Diante de um estádio lotado, o grupo americano fez sua primeira apresentação em Brasília, entregando sucessos e uma performance intensa. Os fãs brasilienses estavam eufóricos com o show que marcou o retorno de John Frusciante como guitarrista. A empolgação aumentou com a jam de introdução ao show, realizada por Chad Smith, Flea e John. | [ 276 ] [ 277 ] |
| 30 de Novembro de 2023     | Paul McCartney                               | 55 mil  | Got Back                                 | Num reencontro após quase 10 anos, Paul McCartney se apresentou para uma multidão no Estádio Mané Garrincha, composta por pessoas de todas as idades. Avós, pais e netos entoaram em uníssono sucessos como Let It Be, Love Me Do, Band on the Run, Maybe I'm Amazed e o inigualável coro de "na-na-na" em Hey Jude, a última música antes do bis. O espetáculo de imagens no telão, com participações especiais dos atores Natalie Portman e Johnny Depp interpretando "My Valentine" em língua de sinais, além das luzes e lasers, acrescentou uma beleza adicional a essa noite histórica. | [ 278 ] [ 279 ] |
| 9 de Dezembro de 2023      | Ludmilla                                     | 20 mil  | Numanice Tour                            | Mesmo enfrentando uma intoxicação alimentar, Ludmilla surpreendeu e entregou uma sucessão de hits ao longo das quase 5 horas de apresentação em seu show na capital federal. | [ 280 ]         |
| 21 de Maio de 2024         | Andrea Bocelli                               | –       | Andrea Bocelli's 30th Anniversary        | O Estádio Mané Garrincha se transformou em um verdadeiro templo da música clássica ao receber o renomado tenor Andrea Bocelli. Comemorando 30 anos de carreira brilhante, Bocelli apresentou um repertório que encantou corações ao redor do mundo, elevando a música clássica a novos patamares, raramente alcançados por orquestras ou tenores. | [ 281 ]         |
| 15 de Junho de 2024        | Victor & Leo                                 | –       | Nossa História                           | |                 |
| 21 de Junho de 2024        | Só Pra Contrariar                            | –       | Turnê SPC                                | |                 |
| 13 de Julho de 2024        | Ivete Sangalo                                | –       | A Festa                                  | |                 |
| 26 e 27 de Outubro de 2024 | Bruno Mars                                   | –       |                                          | |                 |

### Realizadas no estacionamento ou anel externo do estádio
| Data                                        | Artista(s)                       | Público             | Turnê/Show                    | Notas | Ref.            |
| ------------------------------------------- | -------------------------------- | ------------------- | ----------------------------- | --- | --------------- |
| 22 de outubro de 2010                       | Black Eyed Peas                  | 12 mil              | The E.N.D. World Tour         | | [ 282 ]         |
| 24 de março de 2011                         | Shakira Train Chimarruts         | 15 mil              | Pop Music Festival 2011       | O festival pop, organizado pela cantora Shakira, traria esta e também os artistas Train, Chimarruts, Ziggy Marley e Fatboy Slim para um show no estacionamento do estádio, a 17 de março de 2011. Porém, devido a um incomum temporal que caiu sobre a cidade, o show foi remarcado para 24 de março, dessa vez contando apenas com a presença de Shakira, Train e Chimarruts. | [ 283 ]         |
| 30 de março de 2011                         | Iron Maiden                      | 18 mil              | The Final Frontier World Tour | | [ 284 ]         |
| 6 de maio de 2011                           | Exaltasamba                      | –                   | Exaltasamba 25 Anos           | | [ 285 ]         |
| 20 de outubro de 2012                       | Vários                           | 53 mil              | Samba Brasília 2012           | | [ 286 ] [ 287 ] |
| 4 de maio de 2013                           | Vários                           | –                   | Villa Mix Festival 2013       | A 2ª edição do festival em Brasília, contou com as seguintes atrações: Jorge & Mateus, Gusttavo Lima, Naldo, Israel Novais e Humberto & Ronaldo. | [ 288 ]         |
| 23 e 24 de agosto de 2013                   | Vários                           | 115 mil (dois dias) | Samba Brasília 2013           | | [ 289 ] [ 290 ] |
| 30 e 31 de agosto de 2013                   | Vários                           | 45 mil (dois dias)  | Porão do Rock 2013            | | [ 291 ]         |
| 29 e 30 de novembro e 1 de dezembro de 2013 | Vários                           | –                   | Festival das Águas            | Shows de Fernanda Abreu, Moraes Moreira, MVBill, NXZero, Vanessa da Mata, Cidade Negra e Andrew Tosh, em comemoração ao Ano Internacional da Cooperação da Água. | [ 292 ]         |
| 7 de dezembro de 2013                       | Stevie Wonder Vários             | –                   | Circuito Banco do Brasil 2013 | No festival houve apresentações de artistas como Stevie Wonder, Jason Mraz, Ivete Sangalo, entre outros. | [ 293 ]         |
| 12 de abril de 2014                         | Henrique & Juliano               | –                   | Ao Vivo em Brasília           | Gravação de DVD da dupla. | [ 294 ]         |
| 16 de agosto de 2014                        | Henrique & Juliano Banda Luxúria | 18 mil              | –                             | Ocorrência de algumas brigas e tumultos, o desmaio de um homem após aparentemente ser agredido foi registrado em vídeo e divulgado pela imprensa. | [ 295 ]         |
| 23 de agosto de 2014                        | Vários                           | 80 mil              | Samba Brasília 2014           | | [ 296 ]         |
| 30 e 31 de agosto de 2014                   | Vários                           | 55 mil              | Porão do Rock 2014            | | [ 297 ]         |
| 5 de setembro de 2014                       | Steve Aoki Vários                | 10 mil              | Fusion Stage                  | | [ 298 ]         |
| 19 de outubro de 2014                       | Linkin Park Vários               | 20 mil              | Circuito Banco do Brasil 2014 | No festival houve apresentações de artistas como Linkin Park, Panic! At The Disco, Skank e Plebe Rude com as participações dos ex-integrantes da Legião Urbana. | [ 299 ]         |
| 4 de maio de 2015                           | Vários                           | –                   | Villa Mix Festival 2015       | Matheus & Kauan, Bruno & Marrone, Cristiano Araújo, Jorge & Mateus, Wesley Safadão, Humberto & Ronaldo e Luan Santana foram as atrações que marcaram presença na 4ª edição do festival em Brasília. | [ 300 ]         |
| 1 de agosto de 2015                         | Wesley Safadão                   | 40 mil              | Ao Vivo em Brasília           | Gravação do primeiro CD/DVD solo do cantor. | [ 301 ]         |
| 22 de agosto de 2015                        | Vários                           | 35 mil              | Samba Brasília 2015           | | [ 302 ]         |
| 5 de dezembro de 2015                       | Vários                           | 20 mil              | Porão do Rock 2015            | | [ 303 ]         |
| 19 de março de 2016                         | Scalene                          | 2 mil               | Ao Vivo em Brasília           | Gravação do primeiro DVD da Banda. | [ 304 ]         |
| 9 de abril de 2016                          | Zé Neto & Cristiano              | –                   | –                             | – | [ 305 ]         |
| 7 de maio de 2016                           | Vários                           | –                   | Villa Mix Festival 2016       | Na 5ª edição do Villa Mix Festival, o público presente assistiu aos shows de Wesley Safadão, Jorge & Mateus, Matheus & Kauan, Israel Novaes, Simone & Simaria e do Alok. | [ 306 ]         |
| 22 de agosto de 2016                        | Vários                           | 40 mil              | Samba Brasília 2016           | | [ 307 ]         |
| 6 de setembro de 2016                       | Marília Mendonça                 | –                   | –                             | Além do show principal da cantora goiana Marília Mendonça, o público presente assistiu também a gravação do DVD da dupla sertaneja Wilian & Marlon, além da apresentação dos mineiros Kleo Dibah & Rafael. | [ 308 ]         |
| 29 de outubro de 2016                       | Vários                           | 10 mil              | Porão do Rock 2016            | | [ 309 ]         |